# Формиат лития
Формиа́т ли́тия — неорганическое соединение,
соль лития и муравьиной кислоты с формулой LiHCO2,
бесцветные кристаллы,
растворяется в воде,
образует кристаллогидраты.

## Получение
Синтез возможен путём реакции гидроксида или карбоната лития с муравьиной кислотой:
{\displaystyle {\ce {LiOH + HCOOH -> HCOOLi + H2O,}}}
{\displaystyle {\ce {Li2CO3 + 2HCOOH -> 2HCOOLi + CO2 ^ + H2O,}}}
а также при взаимодействии сульфата лития с формиатом бария в водном растворе:
{\displaystyle {\ce {Li2SO4 + (HCOO)2Ba -> 2HCOOLi + BaSO4 v}}}
и при восстановлении CO2 и CO соединениями лития.

## Физические свойства
Формиат лития образует бесцветные кристаллы моноклинной сингонии, параметры ячейки a = 0,761 нм, b = 0,603 нм, c = 0,487 нм, β = 95,7°, Z = 4, d = 1,55 г/см3.
Хорошо растворяется в воде (растворимость безводного формиата лития 323 г/л при 0 °C, 1380 г/л при 100 °C), слабо растворяется в этаноле, ацетоне, эфире.
Образует кристаллогидрат состава LiHCO2·H2O — кристаллы ромбической сингонии, пространственная группа P na21, параметры ячейки a = 0,649 нм, b = 1,001 нм, c = 0,845 нм, Z = 4; плотность 1,46 г/см3. Кристаллогидрат теряет воду при 94 °C.
Температура плавления 273 °C.

## Химические свойства
Разлагается на воздухе при 290 °C (в азоте при 325 °C) на карбонат лития, окись углерода и водород:
{\displaystyle {\ce {2HCOOLi ->[t^o] Li2CO3 + CO ^ + H2 ^}}}
Происходит также конкурирующая реакция, с образованием оксалата лития и водорода:
{\displaystyle {\ce {2HCOOLi ->[t^o] Li2C2O4 + H2 ^}}}
Обе реакции идут одновременно, но при низких температурах доминирует первая, при высоких (420 °C) — вторая.

## Применение
Используется как восстановитель в лабораторных синтезах.